# Związek Górnośląski
Związek Górnośląski (ZG, łac. Communitas Silesiae Superioris) – stowarzyszenie utworzone w 1989 roku na Górnym Śląsku.
Od 25 lipca 2001 wpisane do rejestru stowarzyszeń, natomiast od 17 czerwca 2009 roku organizacja pożytku publicznego (OPP). Swoją siedzibę posiada w Katowicach w Willi Kocura przy ulicy Stalmacha 17. Głównym celem organizacji jest obrona wartości kulturowych i cywilizacyjnych Górnego Śląska powstałych na gruncie chrześcijańskim, jak również dążność do integracji społeczności regionu wokół jego wartości dawnych i nowych oraz do harmonijnego rozwoju zamieszkałej tu ludności, zapewniającego dobro każdej osoby.

## Deklaracja Związku Górnośląskiego
Źródło
U podstaw Związku Górnośląskiego leży zamiar obrony wartości kulturowych i cywilizacyjnych Górnego Śląska, powstałych na gruncie chrześcijańskim, jak również dążność do integracji społeczności regionu wokół jego wartości dawnych i nowych oraz do harmonijnego rozwoju zamieszkałej tu ludności zapewniającego dobro każdej osoby.
Związek jest dobrowolnym stowarzyszeniem, wspólnotą osób identyfikujących się z wartościami, które symbolizuje Górny Śląsk.
Jest organizacją niezależną od władzy politycznej. Pragnie stać się rzecznikiem wartości, aspiracji, dążeń oraz interesu Górnego Śląska w skali ogólnonarodowej.
Związek pragnie nawiązać do tożsamości wywodzącej się z piastowskich korzeni księstw górnośląskich: opolskiego, raciborskiego, cieszyńskiego, zatorsko-oświęcimskiego, siewierskiego, bytomskiego, nyskiego i opawsko-karniowskiego.
Związek uznaje za swoje dziedzictwo wartości przekazywane przez:
- wielkich Ślązaków – budzicieli świadomości moralnej i narodowej, w tym duchownych obu wyznań, społeczników, intelektualistów i artystów,
- zakony górnośląskie, m.in. cystersów, bożogrobców, franciszkanów, dominikanów, jezuitów oraz diakonackie wspólnoty ewangelickie,
- organizacje: górnośląskie towarzystwo akademickie sprzed I wojny światowej, Macierz Szkolną, Alojzjanów, Sokoła, Eleusis, Silesia Superior, Towarzystwo Przyjaciół Nauk na Śląsku, Związek Polaków w Niemczech, Związek Polaków w Czechosłowacji, Powstańców Śląskich, Obrońców Górnego Śląska we wrześniu 1939 r., żołnierzy Armii Krajowej na Śląsku i Śląskie Szare Szeregi.

Związek widzi zasadniczy cel w podtrzymaniu świadomości mieszkańców regionu górnośląskiego, iż są gospodarzami swej „Małej Ojczyzny”, odpowiedzialnymi za dziedzictwo kultury, w tym także za dialekt i zwyczaje, za bogactwa przyrody krajobrazu tej ziemi; za swoją tożsamość, która mimo wszelkich przeszkód i niszczycielskich tendencji, zwłaszcza w ubiegłym półwieczu, nie może zaniknąć, lecz winna się nadal rozwijać, utrwalać i wzbogacać swymi wartościami skarbnicę kultury narodowej i europejskiej.
Związek jest otwarty na nowe wartości w filozofii, sztuce, nauce, wychowaniu i oświacie, technice i gospodarce.
Do swych zadań Związek zalicza również:
- upowszechnianie prawdy o Górnym Śląsku z poszanowaniem dorobku minionych wielonarodowościowych pokoleń tej ziemi oraz ludności napływowej z innych regionów kraju;
- rozwijanie żywych form życia społecznego i kulturowego oraz sprzyjanie tworzeniu się więzi sąsiedzkich i towarzyskich,
- podejmowanie działań na rzecz przywrócenia zdrowych warunków życia i zaprzestania dalszej degradacji środowiska przyrodniczego,
- opiekę nad pomnikami kultury polskiej oraz czesko-morawskiej, słowackiej, niemieckiej i żydowskiej,
- utrzymywanie kontaktów z innymi organizacjami regionalnymi o podobnym charakterze, jak Zrzeszenie Kaszubsko-Pomorskie i Związek Podhalan,
- utrzymywanie łączności ze środowiskami górnośląskimi poza granicami administracyjnymi województw górnośląskich, poza regionem, oraz poza granicami kraju.

Związek pragnie osiągnąć swe cele poprzez pielęgnowanie cech, które od pokoleń były wyznacznikiem górnośląskiej tożsamości. Są to: przywiązanie do tradycji i wartości chrześcijańskich, ethos pracy, umiłowanie wolności, rzetelność, rola rodziny, tolerancja i otwartość kulturowa, również stanowa, a także ukierunkowanie społeczne „od siebie ku drugiemu” oraz gospodarność.
Związek będzie prowadził m.in. działalność wydawniczą, naukową, badawczą i artystyczną, pracę oświatową, pracę z młodzieżą, działalność klubową, towarzyską i krajoznawczą, a ponadto działalność gospodarczą, pomocniczą i interwencyjną. Dla wspierania tych różnorodnych działań zostanie powołana Fundacja Związku Górnośląskiego.
Do Związku może należeć każdy, kto czuje się uczuciowo związany z Górnym Śląskiem i traktuje ten region jako miejsce życia dla siebie, swoich dzieci i przyszłych pokoleń – każdy, kto może powiedzieć i potwierdzić swoją postawą społeczną: „To jest moja ziemia”.

## Prezesi ZG
Źródło
- - prof. Andrzej Klasik (1989-1991)
  - dr Joachim Otte (1991-1997)
  - prof. Jerzy Wuttke (1997-2000)
  - Jerzy Śmiałek (2000-2003)
  - Krzysztof Szyga (2003-2006)
  - Andrzej Złoty (2006-2008)
  - Józef Buszman (2008-2010)
  - Andrzej Stania (2010-2014)
  - Marek Sobczyk (2014-2015)
  - Grzegorz Franki (od 2015)

## Działalność

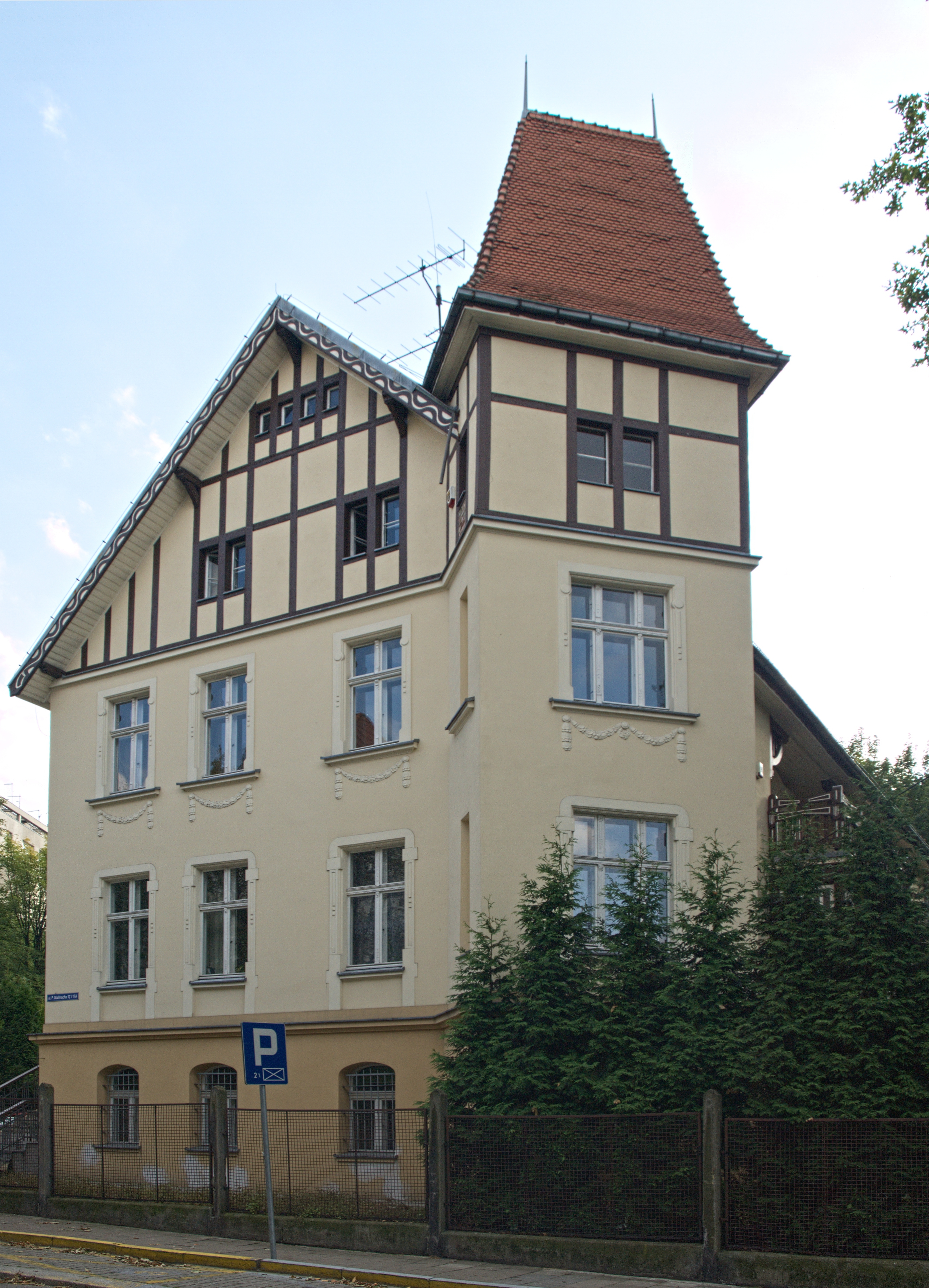
Siedziba stowarzyszenia w Katowicach (2012)

### Rejestracja
25 lipca 2001 dokonano wpisu ZG do Krajowego Rejestru Sądowego (numer 0000030109). W myśl zapisu ZG jest stowarzyszeniem z siedzibą w Katowicach przy ulicy Pawła Stalmacha 17 (zob. willa przy ul. Pawła Stalmacha 17 w Katowicach). Od 17 czerwca 2009 Związek Górnośląski posiada status Organizacji Pożytku Publicznego.

### Współpraca z Ruchem Autonomii Śląska
21 czerwca 2017 liderzy Związku Górnośląskiego i Ruchu Autonomii Śląska ogłosili powstanie Śląskiej Partii Regionalnej, której celem jest zdobycie silnej reprezentacji w samorządzie województwa śląskiego. Według czołowych działaczy obu ugrupowań, jej powstanie jest efektem tego, co łączy te organizacje.

### Górnoślązak
„Górnoślązak” to Gazeta Związku Górnośląskiego, miesięcznik wydawany od września 2014 roku, dystrybuowany przez członków Związku Górnośląskiego w wielu miastach województwa Śląskiego. Posiada ona stałą rubrykę dotyczącą działalności Związku Górnośląskiego oraz rubryki dotyczące wydarzeń bieżących. Każdy numer poświęcony jest danej tematyce np. numer 8-9(9) poświęcony był V Europejskiemu Kongresowi Gospodarczemu., Były także numery poświęcone miastom Katowice, Ruda Śląska, Zabrze.

### Śląskie Gody
Śląskie Gody to wydarzenie, które odbywa się co roku 1 maja, od 1995 roku, w Górnośląskim Parku Etnograficznym w Chorzowie. Jest to jedna z największych imprez plenerowych promujących śląską kulturę, folklor oraz tradycję. Obejmuje ona wiele atrakcji takich jak, przede wszystkim, pokazy strojów regionalnych, występy orkiestr oraz zespołów muzycznych, ale również konkursy plastyczne, zajęcia wikliniarskie i ceramiczne oraz wystawy fotograficzne. Przy okazji uczestnictwa w Śląskich Godach można, wziąć udział w mszy świętej odpustowej z procesją teoforyczną, zrelaksować się na rodzinnym pikniku, pooglądać stragany odpustowe, a także wybrać się na imprezy towarzyszące.

### Nagroda im. W. Korfantego
Nagrody imienia Wojciecha Korfantego przyznawane są od 1993 r. Nagrodą im. Wojciecha Korfantego honorowane są osoby oraz instytucje zasłużone dla regionu, kształtujące jego tożsamość, a także te, których osiągnięcia Związek chce promować. Nagroda im. Wojciecha Korfantego jest pierwszą z wielu imprez, organizowanych przez Związek Górnośląski w swojej dwudziestodwuletniej historii. Osoba patrona nagrody nie jest przypadkowa; sprawy o które walczył, ideały które głosił znajdują się także w tekście Deklaracji Związku Górnośląskiego.
Laureatami nagród im. Korfantego byli m.in.: Kazimierz Kutz, Wojciech Kilar, Henryk Mikołaj Górecki, prof. Stanisław Hadyna, prof. Karol Stryja, prof. Jan Miodek, abp Damian Zimoń, abp Alfons Nossol, ks. Jan Gross, Józef Skrzek, dr Zygfryd Wawrzynek, Andrzej Jasiński, prof. Irena Lipowicz, prof. Jerzy Buzek, prof. Jan Malicki, Marek Szołtysek, Fundacja Rodzin Górnośląskich, Stowarzyszenie Tragedii Śląskiej 1945, Narodowa Orkiestra Symfoniczna Polskiego Radia w Katowicach, pośmiertnie Józef Kocur oraz ks. dr. Marian Zielniok

### Ogólnopolski Konkurs Krasomówczy im. Wojciecha Korfantego
Ogólnopolski Konkurs Krasomówczy jest przedsięwzięciem edukacyjnym motywującym do pielęgnowania pięknej polszczyzny, kształcącym wysoką sprawność językową, skłaniającym do refleksji nad miejscem wartości w życiu młodego człowieka oraz przygotowującym do świadomego uczestnictwa w życiu publicznym. Adresatami przedsięwzięcia są uczniowie szkół gimnazjalnych i ponadgimnazjalnych w całej Polsce, których zadaniem jest wygłoszenie 5 minutowego przemówienia nawiązującego do hasła przewodniego.

### Parada Korfantego
Po Eucharystii w katowickiej katedrze ludzie maszerują wraz z flagami, sztandarami, balonikami oraz chorągiewkami pod pomnik Wojciecha Korfantego, gdzie odbywa się apel oraz zabawa.

### Śląskie Śpiewanie
Związek Górnośląski od 1993 roku organizuje kolejne edycje Przeglądu Piosenki Dziecięcej „Śląskie Śpiewanie” im. prof. Adolfa Dygacza na terenie polskiej, czeskiej i słowackiej części historycznego Górnego Śląska. W roku bieżącym przegląd zmienił formułę i nazwę na „XVIII Regionalny Przegląd Pieśni „Śląskie Śpiewanie” im. prof. Adolfa Dygacza”. Zmiana polega w głównej mierze na dopuszczeniu do przeglądu osób dorosłych, chórów, a także rozszerzenie zasięgu terytorialnego.
Pomysłodawczynią przedsięwzięcia, a także osobą sprawującą nadzór nad organizacją imprezy przez kilka pierwszych edycji była Izabela Kloc z Koła Łaziska Górne. Przez lata przegląd dość mocno ewoluował od niewielkiego zasięgiem konkursu dla dzieci po bardzo rozbudowaną imprezę organizowaną przez Związek Górnośląski wraz z Zespołem Pieśni i Tańca „Śląsk”.

### Turniej Debat Oksfordzkich
Źródło
Debata oksfordzka to bardzo wymagająca i jednocześnie wszechstronnie kształcąca forma pracy z ambitnymi uczniami, przygotowująca do udziału w życiu publicznym. Udział w debatach stwarza okazję dla uczniów szkół ponadgimnazjalnych do pogłębienia wiedzy o Śląsku, daje możliwość spojrzenia na zagadnienia z wielu stron, przygotowuje do wystąpień publicznych, mobilizuje do słuchania innych, kształtuje poczucie odpowiedzialności za swoje słowa oraz wyrabia szacunek dla oponentów. Tezy wszystkich debat w Turnieju dotyczą problemów, które wzbudzają dziś na Śląsku wiele emocji, są żywo komentowane i niejednokrotnie kontrowersyjne.

### Olimpiada Wiedzy o Górnym Śląsku
Źródło
Olimpiada Wiedzy o Górnym Śląsku to ogólnopolski, interdyscyplinarny konkurs wiedzy w zakresie czterech dziedzin:
- historii,
- geografii,
- literatury i dialektu śląskiego
- sztuki i dziedzictwa kulturowego

Organizatorami Olimpiady są: Związek Górnośląski i Instytut Badań Regionalnych Biblioteki Śląskiej

### Szkoła Podstawowa w Grabinie
28 maja 2001 w Grabinie koło Prudnika zostało powołane koło Związku Górnośląskiego, które do 2017 prowadziło we wsi Niepubliczną Szkołę Podstawową im. Bernarda Augustyna z oddziałem przedszkolnym. W 2017 Związek Górnośląski zrezygnował z prowadzenia szkoły. Kierownictwo przejęło Stowarzyszenie Rozwoju Edukacji w Grabinie.

### Pielgrzymki Związku Górnośląskiego

#### Rodzina Górnośląska
Corocznie członkowie i sympatycy Związku Górnośląskiego spotykają się na Górze Świętej Anny świętując spotkanie rodzin górnośląskich. Nazwę tej uroczystości wymyślił abp Damian Zimoń. Uroczystość co roku rozpoczyna się złożeniem kwiatów pod pomnikiem Powstań Śląskich na Górze Świętej Anny, później następuje przemarsz do sanktuarium annogórskiego. Po mszy świętej jest czas na obiad, a później odbywa się panel dyskusyjny.

#### Pielgrzymka do Piekar Śląskich
W czerwcu corocznie członkowie i sympatycy Związku Górnośląskiego pielgrzymują do Piekar Śląskich, gdzie składają kwiaty pod pomnikiem Jana Pawła II, później uczestniczą w Eucharystii w bazylice piekarskiej, a następnie spotykają się na kawie i ciastku w ogrodach anioła, a także są panele dyskusyjne.

### Akcje zorganizowane przez ZG

#### Parada Korfantego
W Katowicach 20 kwietnia 2013 roku zorganizowano I Paradę Korfantego, w której uczestniczyło kilkaset osób. Rozpoczęła się ona Eucharystią w archikatedrze Chrystusa Króla w Katowicach w intencji Wojciecha Korfantego oraz wszystkich Górnoślązaków. Po Eucharystii ulicą Powstańców pod pomnik Wojciecha Korfantego wyruszył barwny korowód wraz z pocztami sztandarowymi oraz licznie zgromadzonymi rodzinami z żółto-niebieskimi balonikami. Dalej pod pomnikiem Wojciecha Korfantego trwało dalsze świętowanie. Podczas uroczystej sesji, radni Sejmiku Śląskiego uchwalili uchwałę upamiętniającą Wojciecha Korfantego oraz odsłonięto jego portret.

#### Dom Śląski im.Łucji Staniczkowej
Projekt Związku Górnośląskiego, który jest zwyczajnym Domem, do którego każdy może przyjść, pooglądać wystawy, spotkać ze znajomymi. „Drzwi Domu Śląskiego będą otwarte dla stowarzyszeń i organizacji na większe zebrania i imprezy, dla klas szkolnych i nauczycieli na warsztaty i zajęcia regionalne, dla seniorów na wspominkowe spotkania przy kołoczu i bonkawie, ale też na finały szkolnych konkursów regionalnych, debaty i wiele, wiele innych przedsięwzięć” – mówiła dr Łucja Staniczek podczas otwarcia Domu Śląskiego.
Dom Śląski im. Łucji Staniczkowej mieści się w czterokondygnacyjnej zabytkowej willi z 1924 roku. Przed II wojną światową mieszkał w niej jeden z prezydentów Katowic, a w czasie wojny przebywali tu niemieccy oficerowie z rodzinami. Po wojnie dom był siedzibą urzędu bezpieczeństwa. Związek Górnośląski jest właścicielem willi od 1992 roku. Dyrektorem Domu Śląskiego jest Weronika Szołtysek.

#### Wystawa Sławika
„Henryk Sławik – bohater na każdy czas” – pierwsza z wystaw zorganizowana w Domu Śląskim. Autorem wystawy jest Regionalny Ośrodek Kultury w Katowicach przy współpracy Związku Górnośląskiego. Henryk Sławik to powstaniec śląski, bohater trzech narodów – Polskiego, Żydowskiego oraz Węgierskiego, który uratował ok. 5 tys. żydów węgierskich od zagłady. Po finisażu wystawy w Domu Śląskim pozostała Izba Sławika, która jest podsumowaniem wystawy, która wędruje po świecie.